# GoldenPass Express
Le GoldenPass Express, abrévié en GPX, est un train circulant entre Montreux, sur le lac Léman, et Interlaken, dans l'Oberland bernois, en Suisse. Le train est détenu et exploité conjointement par le Chemin de fer Montreux Oberland bernois (MOB) et la BLS. À ce titre, il emprunte la ligne à écartement de 1 000 mm du MOB entre Montreux et Zweisimmen. À Zweisimmen, les wagons changent d'écartement pour circuler sur les lignes à écartement de 1 435 mm de la BLS de Zweisimmen à Spiez, puis de Spiez à Interlaken. La conversion automatisée de l'écartement, qui ajuste à la fois l'écartement des roues et la hauteur de la caisse du wagon (pour tenir compte des différences de hauteur des quais), est considérée comme une première du genre dans le monde.

## Parcours
Le terminus ouest du train est Montreux, sur la rive du lac Léman dans le canton de Vaud. Montreux est le terminus de la ligne Montreux-Lenk im Simmental à écartement métrique, partagée avec la ligne du Simplon à écartement standard des Chemins de fer fédéraux suisses. Le train monte ensuite dans les Alpes bernoises, affrontant une pente maximale de 23‰ avant d'arriver au premier arrêt intermédiaire de Montbovon, à 22,1 kilomètres et 48 minutes de Montreux.
De Montbovon, le train poursuit sa route à travers les Alpes, en suivant le cours de la rivière Sarine jusqu'à Château-d'Œx et Gstaad, célèbre station de ski. Le train rencontre une pente maximale de 30‰ en montant vers l'est. Le train continue de monter, s'élevant à plus de 1 260 mètres au-dessus du niveau de la mer près de Saanenmöser avant d'arriver à Zweisimmen, à deux heures et quatre minutes et 62,4 kilomètres de Montreux.
À Zweisimmen, le train effectue le changement d'écartement ainsi qu'un changement de locomotive, une locomotive de la BLS assurant la traction entre Zweisimmen et Interlaken Ost. Outre le passage de l'écartement normal à l'écartement métrique, la hauteur du quai passe de 300 mm à 560 mm.
La ligne BLS de Zweisimmen à Spiez à travers le Simmental est relativement plate et le train parcourt les 34,9 kilomètres qui le séparent de Spiez en 44 minutes. Depuis Spiez, le train emprunte la ligne du lac de Thoune, qui contourne la rive sud du lac de Thoune jusqu'à Interlaken Ost, où une correspondance est possible avec le Luzern-Interlaken Express de la Zentralbahn en direction de Lucerne,.

## Histoire
L’idée de relier le lac Léman, Gstaad et les lacs de Thoune et de Brienz remonte à 1873. Il s’agit déjà, à l’époque, d’unir trois pôles économiques du pays et de désenclaver ces régions de montagnes. Les voies sont finalement construites avec des écartements différents: métrique (1 m) entre Montreux et Zweisimmen et normale (1 435 m) entre Zweisimmen et Interlaken. Le projet de relier Montreux à Interlaken sans rupture de charge (un changement de train à Zweisimmen étant nécessaire) ressurgit à plusieurs reprises. C'est ainsi que, dans les années 1930, on songe à installer un troisième rail.
Sujet à de nombreux obstacles, techniques et financiers, le projet ne se réalisera jamais. Le coup fatal lui est porté en 2006. En effet, faire cohabiter la voie normale et la voie métrique à la gare de Spiez est impossible sans la création d’une voie souterraine, ce qui fait que les coûts enflent et condamnent définitivement le troisième rail.
En 2008, le MOB relance le projet en décidant cette fois ci de ne pas modifier les voies, mais d'adapter le matériel roulant. Grâce au bogie à écartement variable et à une rampe d’écartement, le train passe sans encombre d’une voie à l’autre. Le développement et la construction du bogie à écartement variable sont confiés à Alstom. Le nouveau bogie, bien plus complexe et plus lourd qu'un bogie classique, a pour nom l’EV18,.
Le 11 décembre 2022, la première circulation commerciale du GoldenPass Express a lieu. Jusqu'au 10 juin 2023, le GPX circulait une fois par jour dans chaque direction avant d'effectuer quatre allers-retours par jour,.

## Coûts du projet
Le budget d’investissement du GoldenPass Express s’élève à 89 millions de francs. Celui-ci comprend les 23 voitures du train, ainsi que les 58 bogies à écartement variable.